# Liste des longs métrages albanais proposés à l'Oscar du meilleur film international
Cet article présente la liste des longs métrages albanais proposés à l'Oscar du meilleur film international.

## Films proposés par l'Albanie
| Année (cérémonie) | Titre français                                  | Titre original                                  | Langue(s)                         | Réalisateur                 | Résultat  |
| ----------------- | ----------------------------------------------- | ----------------------------------------------- | --------------------------------- | --------------------------- | --------- |
| 1996 (69e)        | Kolonel Bunker                                  | Kolonel Bunker                                  | albanais                          | Kujtim Çashku               | Non nommé |
| 2001 (74e)        | Slogans                                         | Parullat                                        | albanais                          | Gjergj Xhuvani              | Non nommé |
| 2008 (81e)        | Trishtimi i zonjës Shnajder (sq)                | Smutek paní Snajderové                          | albanais, tchèque                 | Piro Milkani et Eno Milkani | Non nommé |
| 2009 (82e)        | Alive                                           | Gjallë                                          | albanais                          | Artan Minarolli (sq)        | Non nommé |
| 2010 (83e)        | Lindje, perëndim, lindje (sq)                   | Lindje, perëndim, lindje (sq)                   | albanais, italien, slovène, serbe | Gjergj Xhuvani              | Non nommé |
| 2011 (84e)        | Amnistie (sq)                                   | Amnistia                                        | albanais                          | Bujar Alimani (sq)          | Non nommé |
| 2012 (85e)        | Pharmakon (sq)                                  | Pharmakon (sq)                                  | albanais                          | Joni Shanaj                 | Non nommé |
| 2013 (86e)        | Agon                                            | Agon                                            | albanais, grec                    | Robert Budina (sq)          | Non nommé |
| 2015 (88e)        | Bota                                            | Bota                                            | albanais                          | Iris Elezi, Thomas Logoreci | Non nommé |
| 2016 (89e)        | Krom (sq)                                       | Krom (sq)                                       | albanais                          | Bujar Alimani (sq)          | Non nommé |
| 2017 (90e)        | Dita zë fill (gl)                               | Dita zë fill (gl)                               | albanais                          | Gentian Koçi (sq)           | Non nommé |
| 2019 (92e)        | Le Dernier Prisonnier (sq)                      | Delegacioni                                     | albanais, français                | Bujar Alimani (sq)          | Non nommé |
| 2020 (93e)        | Open Door                                       | Derë e hapur                                    | albanais, italien                 | Florenc Papas               | Non nommé |
| 2021 (94e)        | Dy Luanë drejt Venecias (en)                    | Dy Luanë drejt Venecias (en)                    | albanais, italien                 | Jonid Jorgji                | Non nommé |
| 2022 (95e)        | Një filxhan kafe dhe këpucë të reja veshur (de) | Një filxhan kafe dhe këpucë të reja veshur (de) | albanais                          | Gentian Koçi (sq)           | Non nommé |
| 2023 (96e)        | Alexander (en)                                  | Alexander (en)                                  | albanais, anglais                 | Ardit Sadiku                | Non nommé |